# Dasha de Sébastopol
Daria Lavrentievna Mikhaïlova (en russe : Дарья Лаврентьевна Михайлова), née dans le village de Klioutchichtchi (Ключищи), près de Kazan, en novembre 1836 et morte en 1892, est une infirmière russe.
Pendant le siège de Sébastopol en Crimée (1854-1855), elle a reçu le surnom de  Dasha de Sébastopol (Даша Севастопольская). Elle est l'homologue russe de Florence Nightingale.

## Biographie
En 1853, le père de Daria Mikhaïlova est tué au cours de la bataille navale de Sinope.
Le 2 septembre 1854, le corps d'armée anglo-français arrive près de Yalta. Après la bataille de l'Alma, le 8 septembre, les troupes russes battent en retraite et Darya, âgée de 18 ans, les accompagne.
Au cours de la défense de Sébastopol Daria, sans aucune formation médicale, aide et soigne les défenseurs malades et blessés. Elle organise le premier poste de secours. Elle trouve dans un wagon du linge pour les pansements, du vinaigre. Elle distribue du vin pour renforcer les soldats affaiblis. Tous ignorant son nom, elle est appelée « Dasha de Sébastopol » et ce nom est resté dans la mémoire populaire. Ce n'est qu'au début du vingt-et-unième siècle que son nom est retrouvé aux Archives centrales d'histoire militaire.
Pour ses actions pendant la guerre, elle est honorée de l'ordre de Saint-Vladimir accompagné d'une médaille d'or avec la mention « pour diligence » du tsar Nicolas Ier ainsi que cinq cents roubles en argent.
Après la guerre, pendant l'été 1855, elle se marie et reçoit à nouveau de Nicolas Ier un millier de roubles en argent pour son installation. Après le mariage, la famille achète dans le village de Belbek un restaurant qu'ils revendent bientôt pour s'installer à Mykolaïv, près de la mer. Ils se séparent et Daria retourne à Sébastopol où elle vit jusqu'à la fin de ses jours.